# Katthund
Katthund (engelska: CatDog) är en amerikansk-koreansk animerad TV-serie från 1998 skapad av Peter Hannan som visats på Nickelodeon. Serien visas på TV4 i Sverige. Den handlar om en katt som är hopsatt med en hund och de har precis likadana färger.

## Svenska röster
- Joakim Jennefors: Katt, Hund
- Anders Öjebo:
- Dick Eriksson: Winslow
- Annelie Berg:
- Per Sandborgh:
- Johan Hedenberg: